# 혼조 무네히데

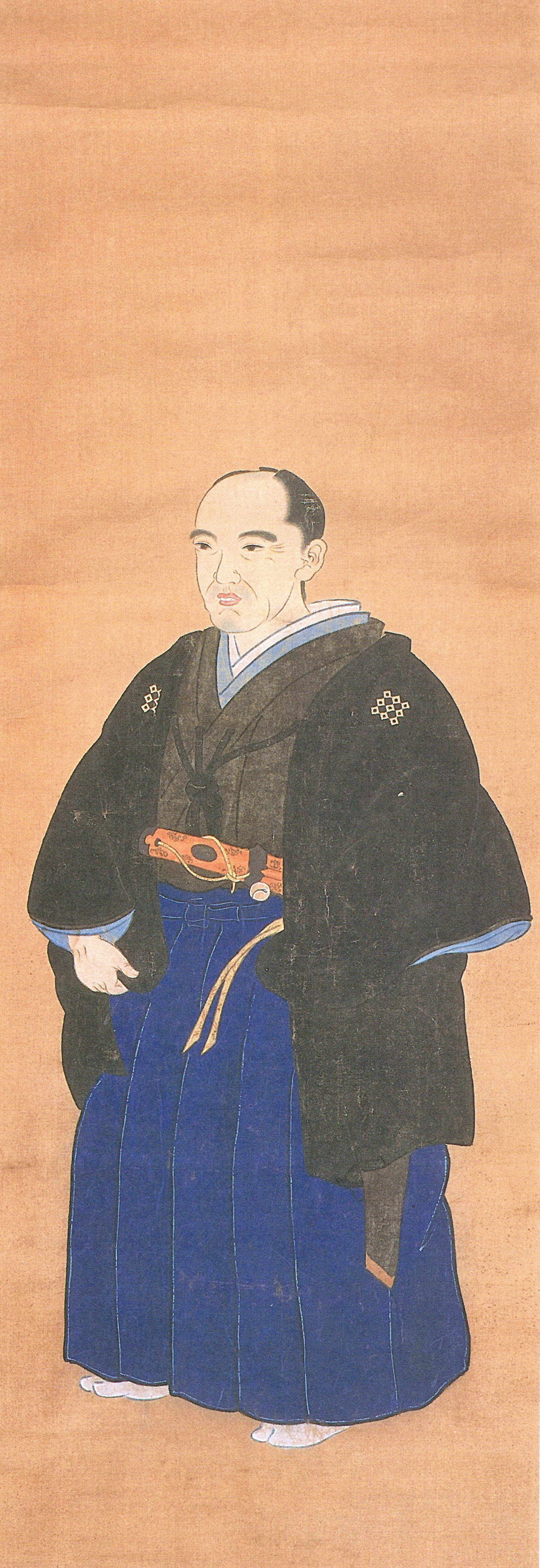
마쓰다이라 무네히데

마쓰다이라 무네히데(本庄宗秀)는 막말의 다이묘이다. 단고 미야즈 번 제6대 번주를 지냈다. 에도 막부에선 노중을 맡았다. 혼조 마쓰다이라가(本庄松平家) 제9대 당주. 은거 이후 본성인 혼조(本庄)로 복성하였다.
미야즈 번주 마쓰다이라 무네타다의 3남으로 태어났다. 무네히데가 태어난지 얼마 되지않아 부친 무네타다는 사망하여 미야즈 번의 가독을 무네히데의 숙부 마쓰다이라 무네아키라가 물려 받았으며 무네히데는 무네아키라의 양자가 되었다.
| 전임 마쓰다이라 무네아키라 | 제6대 미야즈 번 번주 (혼조 마쓰다이라가) 1841년 ~ 1866년 | 후임 마쓰다이라 무네타케 |

| 전임 마쓰다이라 노부요시 | 제68대 오사카성대 1860년 ~ 1862년 | 후임 마쓰다이라 노부히사 |

| 전임 사카이 다다아키 | 제53대 교토소사대 1862년 | 후임 마키노 다다유키 |